# استیون فورتس
استیون فورتس (انگلیسی: Steven Fortès؛ زادهٔ ۱۷ آوریل ۱۹۹۲) بازیکن فوتبال اهل فرانسه است.
از باشگاه‌هایی که در آن بازی کرده‌است می‌توان به باشگاه فوتبال لو آور اشاره کرد.
وی همچنین در تیم ملی فوتبال دماغه سبز بازی کرده‌است.